# Pallacanestro Patti
Il Patti Basket è la principale società di basket maschile di Patti, comune italiano della città metropolitana di Messina. Sostituita prima dall' A.S.D. Basket Patti, dalla Pallacanestro Patti e dalla S.S.D. Sport & Territorio Patti . Nell'estate 2011 quest'ultima si è ritirata dai campionati nazionali, proseguendo l'attività nei campionati giovanili. Dal 2014 a ereditare il patrimonio sportivo del basket pattese è l'A.S.D. Sport è Cultura (poi Patti Basket) che, dopo numerosi successi nelle serie inferiori, ha raggiunto il campionato di Serie B, per poi retrocedere nella stagione 2017/2018 e non iscriversi a nessun torneo senior in quella successiva.

## Storia

### Pallacanestro Patti
Il 23 luglio 2008, dopo vari campionati di Serie B e Serie B1, la Pallacanestro Patti ha ceduto il titolo sportivo all'Igea Basket Barcellona a causa della grave crisi economica. Grazie allo scambio di titoli, è stata quindi fondata l'A.S.D. Basket Patti, che è ripartita dalla Serie C Dilettanti con i giovani locali allenati da Flavio Priulla.

### Basket Patti
Nella stagione 2008-09 la squadra non è mai uscita dalla zona retrocessione e, malgrado sin da febbraio avesse lasciato l'Empedocle all'ultimo posto, è retrocessa all'ultima giornata in Serie C2 in virtù degli scontri diretti favorevoli agli agrigentini. Il coinvolgimento degli avversari nell'inchiesta giudiziaria conosciuta con il nome di baskettopoli non ha cambiato il risultato sul campo.

### Sport & Territorio Patti
Nel 2009-10 ha acquisito il titolo di Maddaloni in Serie B Dilettanti, ha assunto la denominazione attuale e ha subito conquistato la promozione in Serie A Dilettanti. È retrocessa dopo appena una stagione in seguito alla sconfitta subita contro Agrigento. A giugno, la società ha annunciato di non avere le risorse economiche per affrontare la B Dil. e che sarebbe dovuta ripartire dalla C Dil. con una formazione di elementi locali, salvo poi ritirarsi dal campionato e presentare la richiesta per partecipare alla C regionale.
Lo Sport & Territorio ha deciso di proseguire l'attività con i campionati giovanili, con le formazioni Under-19, 17, 15 e 13.

### Sport è Cultura Patti
Nel 2007 nasce l’associazione sportiva dilettantistica Sport è Cultura che sostanzialmente eredita dalle precedenti società il ruolo di prima squadra cittadina. Questa società ha partecipato nel corso degli anni a diversi campionati regionali sia di Promozione che di Serie D, permettendo a tanti giovani locali di fare prime esperienze significative nel mondo agonistico.
Nel 2014-15 partecipa al Campionato Nazionale di Serie C, chiudendo la stagione al 4º posto in classifica, oltre ai campionati giovanili U17-U19.
Nel 2015-16 ottiene il grandissimo risultato della vittoria del campionato di Serie C Silver e la conseguente promozione in Serie B, inoltre cresce notevolmente la qualità del settore giovanile con i ragazzi che si classificano secondi nei gironi dei campionati U15-U18-U20. 
Nel 2016-17 si riparte con rinnovato spirito ad affrontare la Serie B, terza serie nazionale.
Nell'estate 2018, dopo la retrocessione dalla Serie B, la società ha rinunciato ai campionati senior ed è ripartita dal settore giovanile. Nell'estate 2020, si è iscritta in Serie D, riportando così la prima squadra in campo.
Nel 2025-2026 è inserita nel Girone West di Divisione Regionale 1.

## Cronistoria
| Cronistoria della Pallacanestro Patti |
| --- |
| - 1975-1976 · 1ª in Serie D, partecipa alla seconda fase di Serie C. - 1976-1977 · 4ª nel girone A di poule C siciliana. - 1987-1988 · 1ª nel Girone Q di Serie D, promossa in Serie C. - 1988-1989 · 5ª in Serie C. - 1989-1990 · 2ª in Serie C, promossa in Serie B2. - 1990-1991 · 15ª in Serie B2, retrocessa in Serie C. - 1991-1992 · in Serie C. - 1992-1993 · in Serie C. - 1993-1994 · 8ª in Serie C. - 1994-1995 · 6ª in Serie C1. - 1995-1996 · 12ª in Serie C1. - 1996-1997 · 9ª in Serie C1. - 1997-1998 · 2ª in Serie C1, promossa in Serie B2. - 1998-1999 · 7ª in Serie B2, partecipa ai play-off. - 1999-2000 · 6ª nel Girone C di Serie B2, partecipa ai play-off promozione. - 2000-2001 · 2ª nel Girone D di Serie B2, partecipa ai play-off promozione, promossa in Serie B d'Eccellenza. Challenge Round di Coppa Italia LNP - 2001-2002 · 11ª nel girone B di Serie B d'Eccellenza, primo turno di play-out. Quarti di finale di Coppa Italia LNP - 2002-2003 · 15ª nel girone A di Serie B d'Eccellenza, secondo turno di play-out. - 2003-2004 · 5ª nel girone B di Serie B d'Eccellenza, quarti di finale dei play-off promozione. - 2004-2005 · 4ª nel girone A di Serie B d'Eccellenza, semifinali dei play-off promozione. - 2005-2006 · 1ª nel girone B di Serie B d'Eccellenza, semifinali dei play-off promozione. Quarti di finale di Coppa Italia LNP. - 2006-2007 · 12ª nel Girone B di Serie B d'Eccellenza, secondo turno dei play-out. - 2007-2008 · 11ª nel girone B di Serie B d'Eccellenza, secondo turno dei play-out. - 2008 · Scambia il titolo sportivo con il Basket Barcellona, diventa Basket Patti retrocessa in Serie C Dilettanti. - 2008-2009 · 16ª nel Girone H di Serie C Dilettanti, retrocessa in Serie C2. - 2009 · Rileva il titolo sportivo di Maddaloni, diventa Sport & Territorio Patti, ammesso in Serie B Dilettanti. - 2009-2010 · 4ª nel Girone D di Serie B Dilettanti, promossa in Serie A Dilettanti. - 2010-2011 · 12ª nel Girone B di Serie A Dilettanti, retrocesso in Serie B Dilettanti. - 2011 · rinuncia all'iscrizione in Serie B Dilettanti, ammesso in Serie D. - 2011-2012 · 4ª nel Girone A di Serie D, semifinale dei play-off promozione. - 2012-2013 · 5ª nel Girone B di Serie D. - 2013-2014 · 4ª nel Girone Messina di Promozione, semifinale dei play-off promozione. - 2014 · Lo Sport è Cultura Patti, fondato nel 2007, iscrive la prima squadra al campionato. - 2014-2015 · 4ª nel girone I di Serie C. - 2015-2016 · 1ª nel girone di Serie C Silver, promossa in Serie B. - 2016-2017 • 12ª nel Girone C di Serie B, salva ai play-out. - 2017-2018 • diventa Patti Basket, 15ª nel Girone D di Serie B, retrocessa ai play-out, rinuncia all'iscrizione. - 2018-2020 • attività giovanile. - 2020-2021 · 6ª in Serie D. - 2021-2022 • 2ª nel girone Giallo di Serie D, semifinale dei play-off promozione, ammessa in Serie C Silver. - 2022-2023 · 11ª in Serie C Silver, retrocessa in DR1. - 2023-2024 · 6ª nel Girone A di DR1, semifinalista play-off. - 2024-2025 · 8ª nel Girone Ovest di DR1, quarti di finale play-off. - 2025-2026 · nel Girone West di DR1. |

## Roster
- 2008-09: Andrea Gullo, Gianni Vecchiet, Angelo De Leonardis, Ivan Stuppia, Omar Pittari, Alessandro Toto, Carmelo Ettaro, Marco Busco, Luca Bolletta, Pablo Casella, Mattia Suero, Gaspare Erice, Pasquale De Feo.
- 2021-22: Giuseppe Doria, Ivan Stuppia, Gianluca Ettaro, Andrea Gullo, Giuseppe Olivo, Gabriele Giaimo, Alessandro Stroscio, Gianluca La Macchia, Ermanno Fazio, Marco Sidoti, Elia Sidoti, Samuele Sidoti, Gabriele Gullo.